# Krbavčići
 Krbavčići  (olaszul: Carbocici)  falu Horvátországban, Isztria megyében. Közigazgatásilag Buzethez tartozik.

## Fekvése
Az Isztriai-félsziget északi részének közepén, Pazintól 24 km-re, községközpontjától 4 km-re északra, közvetlenül a szlovén határ mellett fekszik.

## Története
1880-ban 95, 1910-ben 117 lakosa volt. 2011-ben 58 lakosa volt.

## Lakosság
| Lakosság változása | Lakosság változása | Lakosság változása | Lakosság változása | Lakosság változása | Lakosság változása | Lakosság változása | Lakosság változása | Lakosság változása | Lakosság változása | Lakosság változása | Lakosság változása | Lakosság változása | Lakosság változása | Lakosság változása | Lakosság változása |
| ------------------ | ------------------ | ------------------ | ------------------ | ------------------ | ------------------ | ------------------ | ------------------ | ------------------ | ------------------ | ------------------ | ------------------ | ------------------ | ------------------ | ------------------ | ------------------ |
| 1857               | 1869               | 1880               | 1890               | 1900               | 1910               | 1921               | 1931               | 1948               | 1953               | 1961               | 1971               | 1981               | 1991               | 2001               | 2011               |
| 0                  | 0                  | 95                 | 104                | 112                | 117                | 0                  | 0                  | 96                 | 96                 | 81                 | 89                 | 71                 | 57                 | 57                 | 58                 |